# Houseball

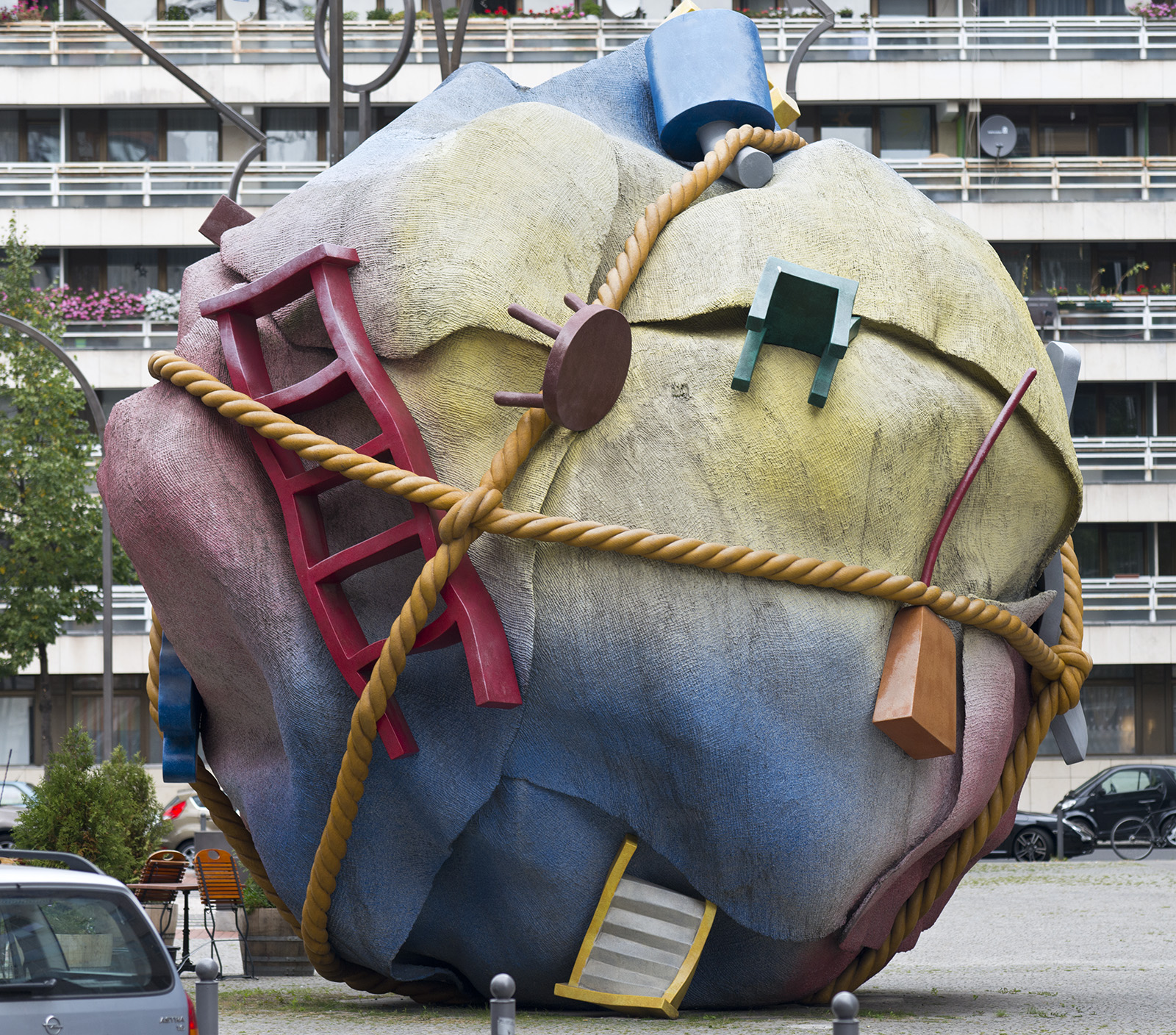
Ansicht Richtung Nord zur Krausenstraße

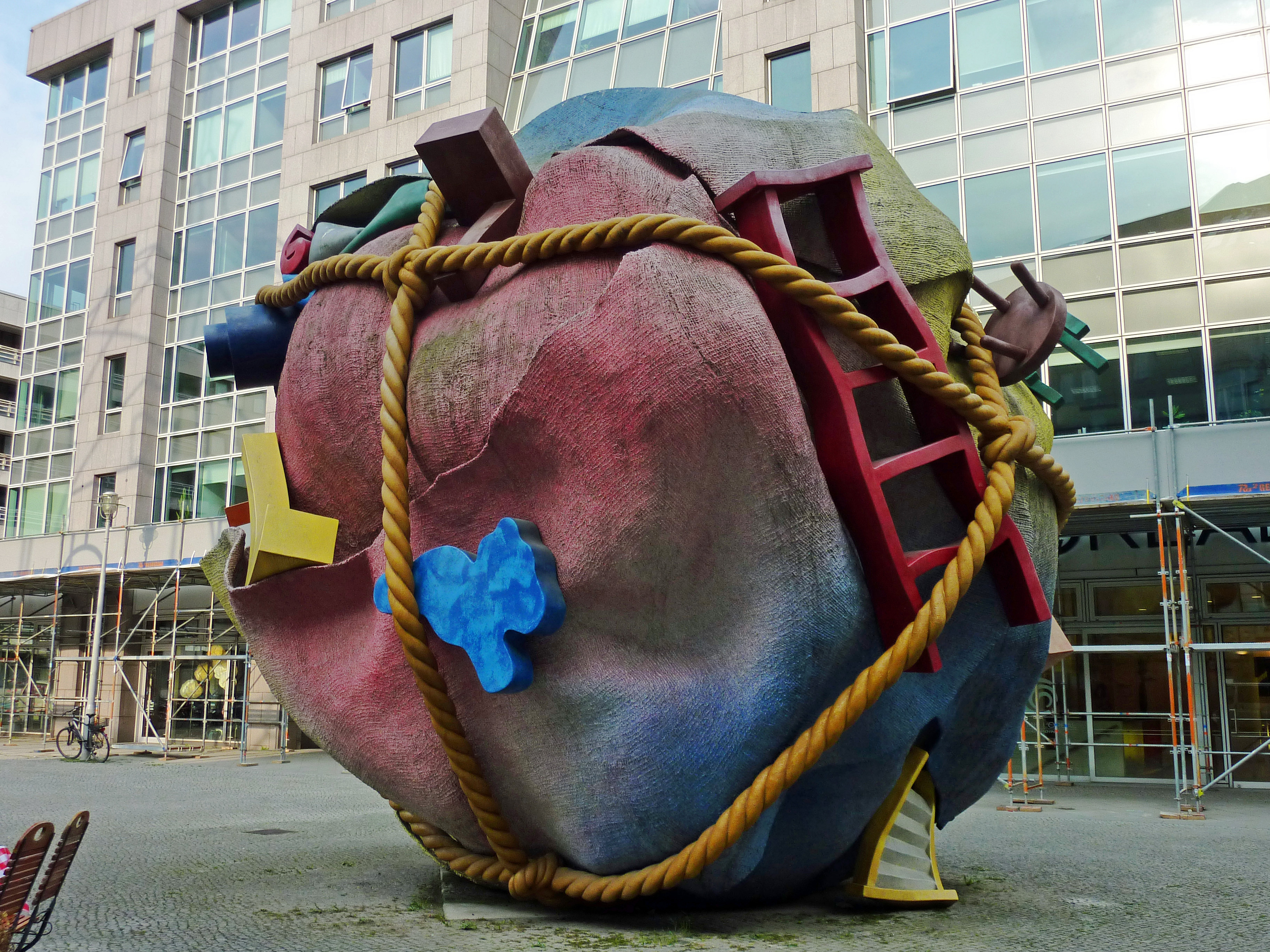
Ansicht Richtung Philip-Johnson-Haus

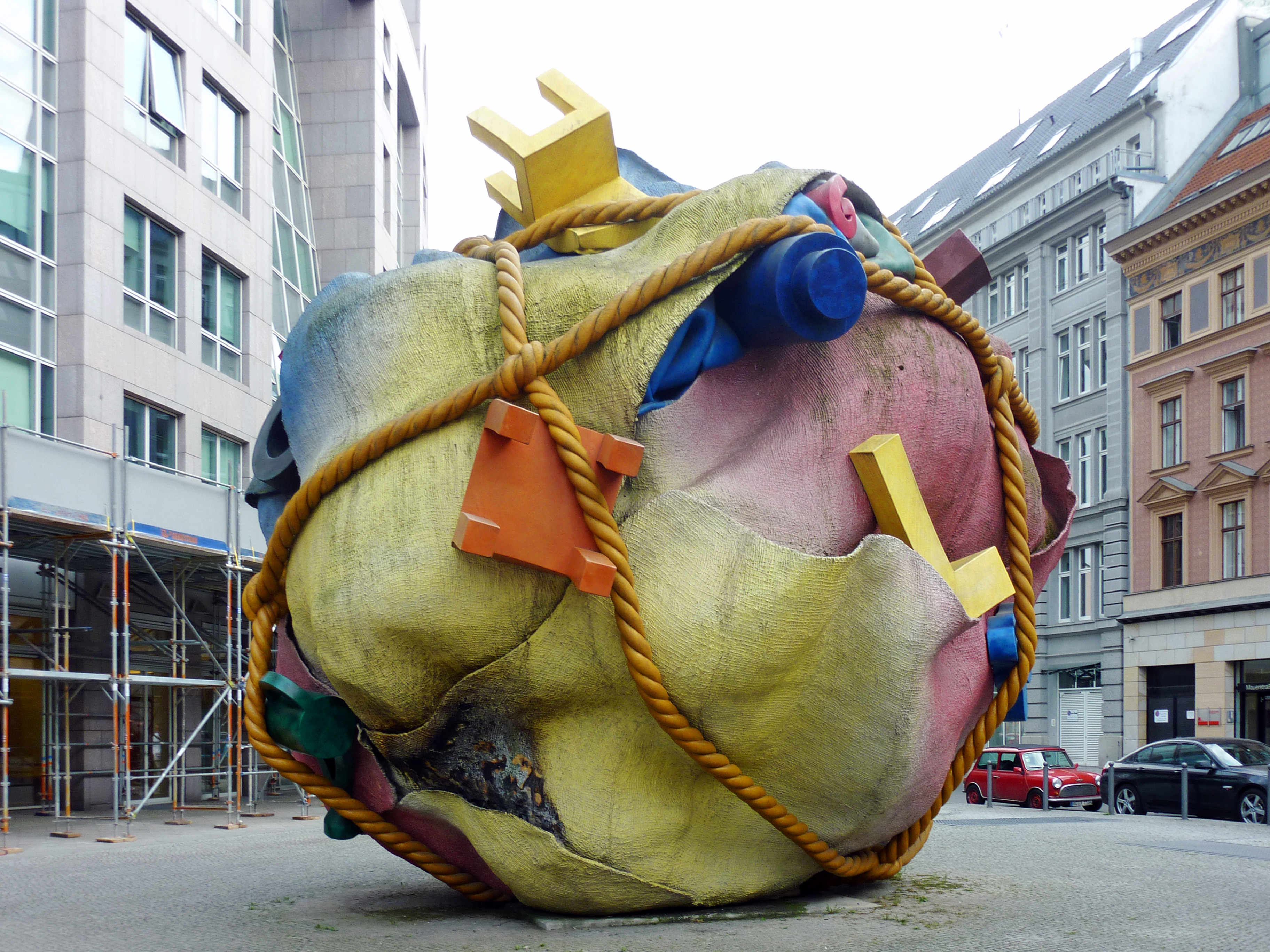
Ansicht Richtung Süd

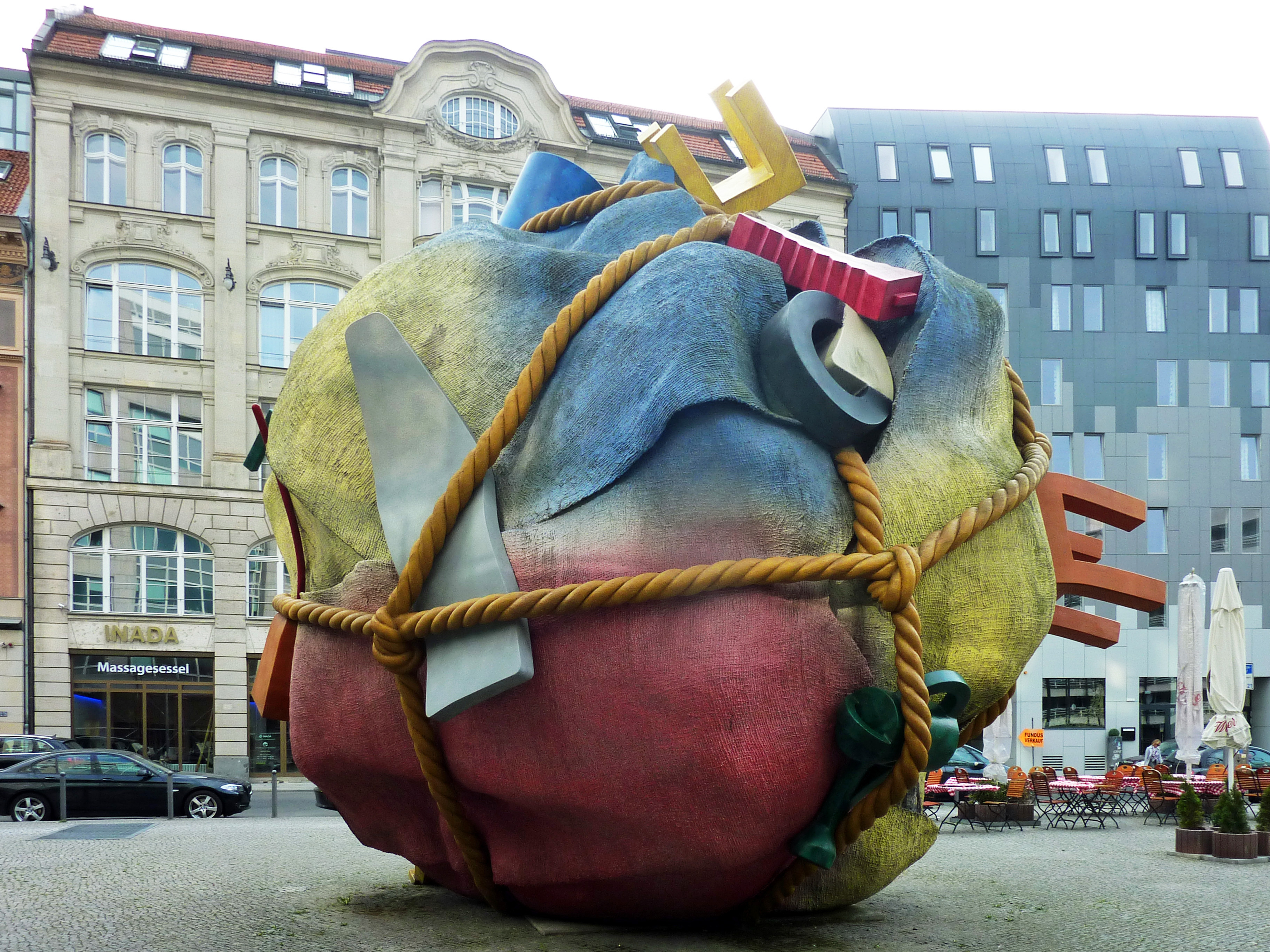
Ansicht Richtung Mauerstraße

Houseball ist eine 11 Meter hohe Skulptur der Bildhauer Claes Oldenburg und Coosje van Bruggen im Berliner Ortsteil Mitte. Sie befindet sich auf dem Bethlehemkirchplatz vor dem Philip-Johnson-Haus in direkter Nähe zur Friedrichstraße, auf dem von 1737 bis 1963 die ehemalige Böhmische Bethlehemskirche stand.

## Skulptur
Die Skulptur ist annähernd kugelförmig und stellt einen zu einem Bündel zusammengebundenen Hausstand dar und enthält verschiedene Möbel und andere Gegenstände. Sie ist in knallbunten Farben gehalten und kann stilistisch der für Oldenburg typischen Pop Art zugeordnet werden. Sie wurde am 3. August 1997 aufgestellt und von Ronald S. Lauder, dem Hauptinvestor des nahe gelegenen Business Center am Checkpoint Charlie, finanziert.
Houseball stellt symbolisch den Hausstand eines Exilanten dar und nimmt direkt Bezug auf das Relief „Böhmische Einwanderer“ am Denkmal Friedrich Wilhelms I. in Berlin-Neukölln und das Bündel, welches dort von einer Frau getragen wird. Zugleich symbolisiert es den Toleranzgedanken des preußischen Herrscherhauses und das Leid der evangelischen Exilanten aus Böhmen, die 1737 in ihrer Heimat aufgrund ihres Glaubens vertrieben wurden und sich in Böhmisch-Rixdorf (heute Neukölln) mit der Erlaubnis Friedrich Wilhelms I. niederließen.

## Bethlehemkirchplatz
Unmittelbar vor dem Houseball befindet sich der aus Pflastersteinen gelegte Grundriss der ehemaligen Böhmischen Bethlehemskirche, die als zentrales Gotteshaus der Rixdorfer Böhmen 1737 in Berlin gebaut und 1963 aufgrund von starken Kriegsschäden abgerissen wurde.